# دانشگاه آویلا
دانشگاه آویلا ‎/ˈævɪlə/‎ یک دانشگاه خصوصی کاتولیک رومی در کانزاس سیتی، میسوری است. این توسط خواهران سنت جوزف از کاروندلت حمایت می‌شود و مدرک لیسانس و فوق لیسانس ارائه می‌دهد. ۱۳ ساختمان آن در محوطه ای به ۵۰ جریب فرنگی (۲۰٫۲ هکتار) در کانزاس سیتی مستقر است و ۱۵۲۷ دانشجو را در سال ۲۰۱۹ ثبت نام کرد. از ۱۷۱۰ دانشجوی دانشگاه آویلا در پاییز ۲۰۱۶، تعداد زنان ۶۲ درصد و تعداد مردان ۳۸ درصد است. ۵۷ درصد دانشجویان قفقازی، ۲۰ درصد آفریقایی-آمریکایی، ۱۰ درصد بین‌المللی و هشت درصد اسپانیایی‌تبار هستند. ۲۰ درصد کاتولیک هستند. میانگین نمره ACT کلاس سال اول ورودی ۲۳ است. حدود ۳۱ درصد از دانشجویان در خوابگاه‌های دانشگاه زندگی می‌کنند.
در سال ۱۹۱۶ خواهران سنت جوزف کاروندلت کالج سنت ترزا را تأسیس کردند. کالج سنت ترزا به عنوان یک کالج دو ساله فقط برای زنان تأسیس شد. اولین فارغ التحصیلان کالج سنت ترزا مدرک خود را در سال ۱۹۱۸ دریافت کردند. در سال ۱۹۳۹، اسقف کانزاس سیتی ادوین اوهارا اعلام کرد که کالج جوان سنت ترزا به یک کالج کامل چهار ساله گسترش خواهد یافت و کالج در ساختمان خود در محوطه دانشگاه مستقر خواهد شد. در سال ۱۹۴۸، کالج یک بخش پرستاری را تأسیس کرد که هم یک دیپلم سه ساله و هم یک مدرک لیسانس چهار ساله پرستاری ارائه می‌دهد.